# Önzáró anya

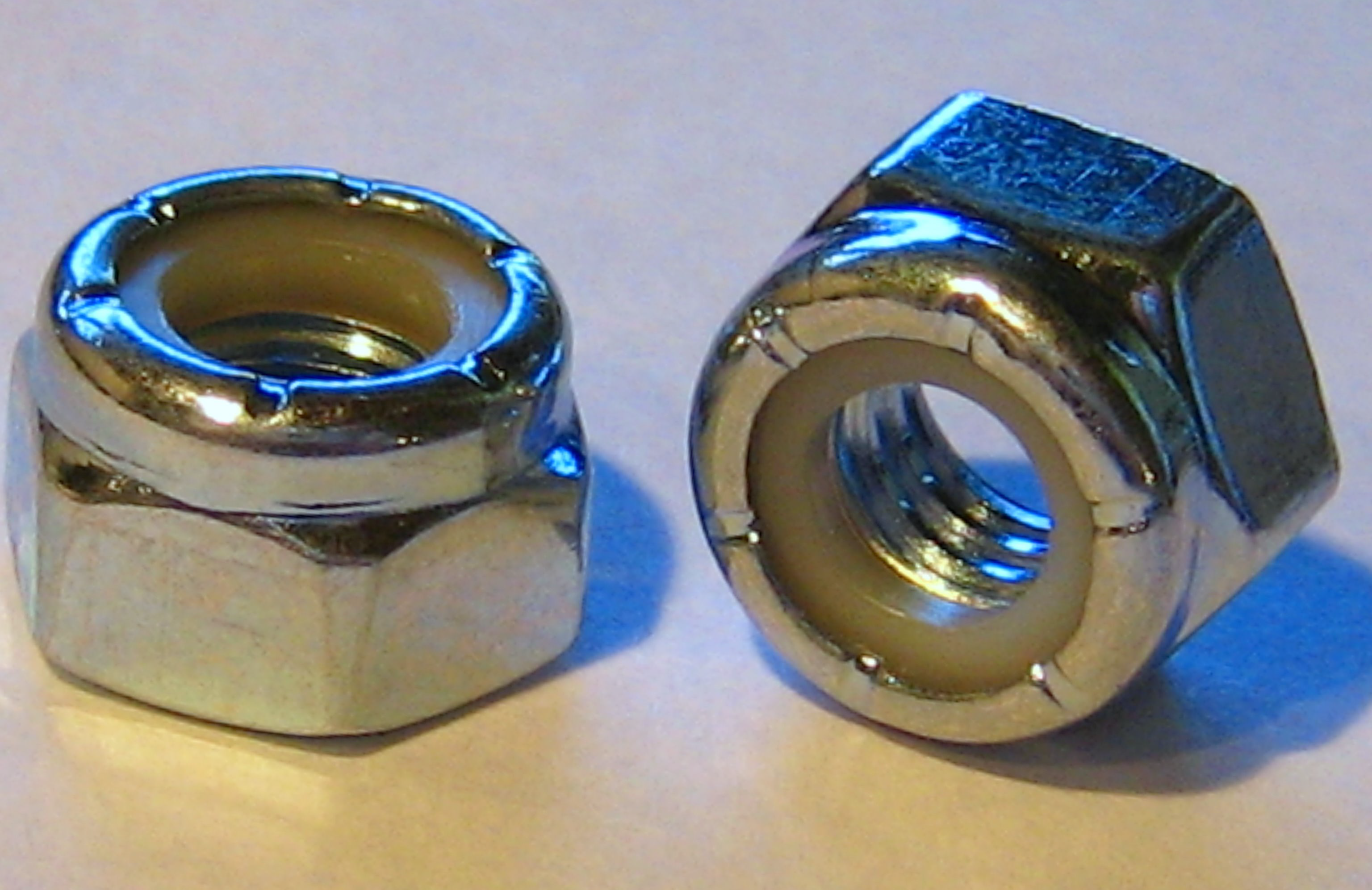
Önzáró csavaranya

Az önzáró anya egy anyatípus, amely a menetes furat egyik oldalán egy műanyag gyűrűt tartalmaz. Szabad szemmel is látható, hogy ennek a polimer gyűrűnek kisebb a belső átmérője, mint amekkora az anyához illő csavarnak az átmérője. Ez a betét úgy van megtervezve, hogy a csavar menetét körbevéve deformálódjon a behajtáskor, és ezáltal stabillá tegye a rögzítést. A polimer gyűrű két módon biztosítja ezt. Egyrészt növeli a súrlódást az anyacsavar menetének felső és a csavar menetének alsó oldalai között. Másrészt szorítóerőt gyakorol önmagára a csavarra. Az önzáró anyák ezeket a tulajdonságaikat 121 Cº-ig képesek biztosítani.
Az angol nyelvben ezeket a típusú anyákat nyloc-ként – a Forest Fasteners által regisztrált kereskedelmi névvel – nevezik meg, melyet valamennyi polimer betétes önzáró anyára egyöntetűen használnak.

## Fordítás
- Ez a szócikk részben vagy egészben  a   Nyloc nut című angol Wikipédia-szócikk fordításán alapul.  Az eredeti cikk szerkesztőit annak laptörténete sorolja fel. Ez a jelzés csupán a megfogalmazás eredetét és a szerzői jogokat jelzi, nem szolgál a cikkben szereplő információk forrásmegjelöléseként.